# Himantigera jamesi
Himantigera jamesi är en tvåvingeart som först beskrevs av Lindner 1969.  Himantigera jamesi ingår i släktet Himantigera och familjen vapenflugor. Inga underarter finns listade i Catalogue of Life.